# Каэтанус
Каэтанус (порт. Caetanos)  —  муниципалитет в Бразилии, входит в штат Баия. Составная часть мезорегиона Юго-центральная часть штата Баия. Входит в экономико-статистический микрорегион Витория-да-Конкиста. Население составляет 14 842 человека на 2006 год. Занимает площадь 857,282 км². Плотность населения — 17,3 чел./км².

## Статистика
- Валовой внутренний продукт на 2003 год составляет 16 418 903,00 реалов (данные: Бразильский институт географии и статистики).
- Валовой внутренний продукт на душу населения на 2003 год составляет 1170,19 реалов (данные: Бразильский институт географии и статистики).
- Индекс развития человеческого потенциала на 2000 год составляет 0,580 (данные: Программа развития ООН).